# Doctor Jivago (film din 1965)
Doctor Jivago este un film american de război produs de casa de filme Metro-Goldwyn-Mayer după romanul cu același nume scris de Boris Pasternak. Este regizat de David Lean.

## Acțiune
Acțiunea filmului se petrece în perioada revoluției comuniste din Rusia numită de comuniști „Marea Revoluție din Octombrie”. Personajul principal care stă în centrul acțiunii este doctorul Jivago, cu familia sa, conflictele care apar sunt generate de firea romantică a doctorului și metodele dictaturii comuniste care nu tolerează alte moduri de gândire.
Iuri Jivago rămâne orfan la vârsta de cinci ani, el fiind crescut în casa unchiului său Alexandru Gromeko din Moscova. 
După terminarea studiilor sale de medicină, Iuri o va întâlni pe Lara, o fată de care tânărul medic este fascinat. Totuși el se va căsători cu Tonia, fiica părinților săi adoptivi, cu Tonia, Iuri va avea un copil.
In continuare este prezentată viața zbuciumată a tinerei Lara a cărei soartă va fi influențată de doi bărbați: politicianul Kamarovski și revoluționarul rus Pașa. 
Kamarovski are o influență nefastă asupra Larei și a mamei sale, care ajunge în situația de a face o încercare de sinucidere. 
Kamarovski îl va chema pe Iuri ca medic pentru a o salva pe mama Larei. Politicianul Kamarovski a avut relații sexuale cu mama și cu fiica acesteia. Lara va fi umilită și violată de Kamarovski.

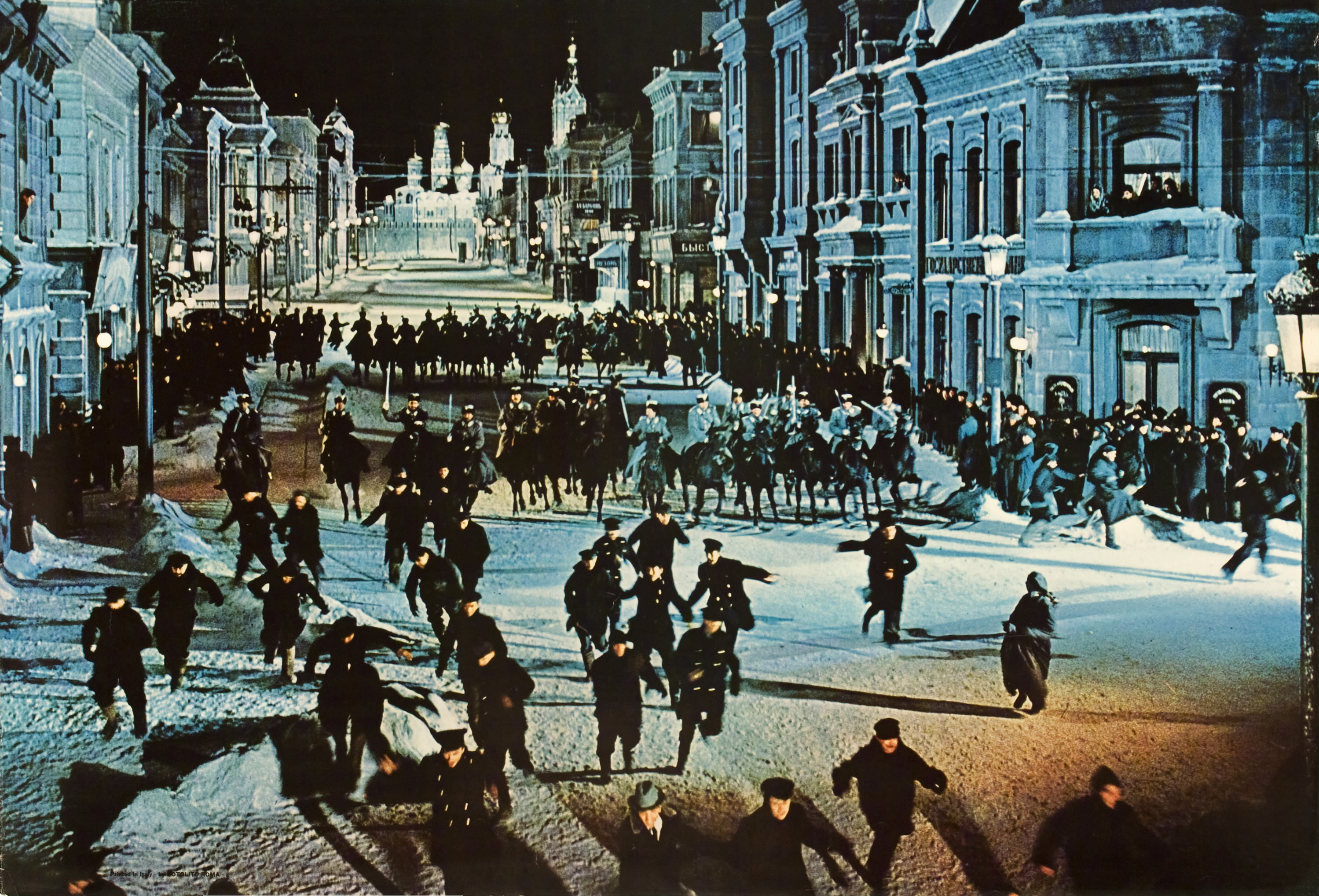
Secvență fotografică decupată din trailer-ul filmului "Doctor Jivago" de la 1965. Se vede cum cazacii țarului se năpustesc pe demonstranții pașnici.

După izbucnirea revoluției, Rusia încheie pace cu Germania, fratele vitreg al lui Iuri ajunge într-o poziție înaltă în cadrul partidului comunist. Pe când Iuri din cauza vederilor lui politice trebuie să părăsească Moscova. Impreună cu familia sa Jivago călătorește în condiții catastrofale, spre Siberia, într-un tren supraaglomerat, prin satele rusești pustiite de războiul civil dintre albi și roșii.
În Siberia, Iuri o va reîntâlni pe Lara, iubirea lui din tinerețe, cu care va avea o legătură amoroasă. Din cauza vremurilor tulburi și nesigure cei doi îndrăgostiți vor fi despărțiți pentru totdeauna.
Filmul se încheie când fratele vitreg al doctorului, Evgraf, care a ajuns general, povestește drama familiei, fiicei lui Iuri, Tania.

## Distribuție
- Omar Sharif - Dr. Yuri Andreyevici Jivago
- Julie Christie - Lara Antipova
- Geraldine Chaplin - Tonya Gromeko
- Rod Steiger - Victor Ippolitovici Komarovsky
- Alec Guinness - Locotenent-generalul Yevgraf Andreyevici Jivago
- Tom Courtenay - Pavel "Pașa" Antipov / Strelnikov
- Siobhán McKenna - Anna Gromeko
- Ralph Richardson - Alexander Maximovici Gromeko
- Rita Tushingham - Tanya Komarova / "Fata"
- Jeffrey Rockland - Sașa
- Tarek Sharif (fiul lui Omar) - Yuri, la vârsta de 8 ani
- Bernard Kay - Kuril / "Bolșevicul"
- Klaus Kinski - Kostoyed Amursky (nu-i numit)
- Gérard Tichy - Liberius, un comandant al partizanilor roșii
- Noel Willman - Razin
- Geoffrey Keen - Prof. Boris Kurt / "Profesor în medicină"
- Adrienne Corri - Amelia
- Jack MacGowran - Petya
- Mark Eden - Inginer de la baraj
- Erik Chitty - Ostaș îmbătrânit
- Roger Maxwell - Colonel rotofei
- Wolf Frees - Delegat
- Gwen Nelson - Femeie de serviciu
- Lucy Westmore - Katya
- Lili Murati - Cea care s-a aruncat înaintea trenului
- Peter Madden - Ofițer propagandist

## Primire
Filmul a avut încasări de 111,7 milioane $.